# Adolf I z Nassau
Adolf I z Nassau (ur. ok. 1353, zm. 6 lutego 1390) – arcybiskup Moguncji i książę-elektor Rzeszy od 1373 r.

## Życiorys
Jan był jednym z licznych synów Adolfa I, hrabiego Nassau-Wiesbaden-Idstein, i Małgorzaty, córki Fryderyka IV, burgrabiego Norymbergi. Był jednocześnie prawnukiem króla niemieckiego Adolfa z Nassau.
Gdy w 1371 r. zmarł jego stryj Gerlach, arcybiskup Moguncji, Adolf został wybrany przez większość kapituły na jego następcę. Musiał jednak ustąpić pod naciskiem cesarza Karola IV Luksemburskiego, który wysunął jako kandydata na to stanowisko swego kuzyna z bocznej linii dynastii Luksemburgów, Jana z Ligny. Adolf został wówczas wynagrodzony stanowiskiem biskupa Spiry. W 1373 r. po śmierci Jana z Ligny ponownie został wybrany na arcybiskupa Moguncji, jednak znowu Karol IV przeciwstawił mu swego kandydata, Ludwika Wettina, chcąc zapewnić sobie głos elektorski dla wyboru swego syna Wacława na przyszłego króla Niemiec. Adolf zdołał jednak utrzymać faktyczną władzę w arcybiskupstwie Moguncji (mimo interwencji militarnej Karola) i uzyskać w 1379 r. zatwierdzenie od papieża awiniońskiego Klemensa VII, a następnie, w 1381 r. – po pogodzeniu się z Luksemburgami – od papieża rzymskiego Urbana VI.
Adolf aktywnie uczestniczył w polityce regionu nadreńskiego. W 1381 r. był członkiem związku elektorów nadreńskich, poszerzył terytorium księstwa arcybiskupiego po sporze z landgrafami Hesji. Zmieniał front w sprawach ogólnoniemieckich, zawsze szukając tej strony, która mogła mu zaoferować większe korzyści. Krótko przed śmiercią, w 1389 r., za zgodą Urbana VI założył uniwersytet w Erfurcie, pierwszy w tej części Niemiec.
W 1397 r. arcybiskupem Moguncji został młodszy brat Adolfa, Jan.